# Dome (Ghana)
Dome (prononcé Dor-mi) est une ville située dans le district municipal oriental de Ga, dans la Région d'Accra du Ghana. En 2012, le Dome est la dix-neuvième plus grande ville du Ghana, en termes de population, avec une population de 78 785 personnes.

## Personnalité liée à la ville
- Abedi Pelé (1964-), footballeur international.